# Cladomelea
Cladomelea là một chi nhện trong họ Araneidae.